# Корчак, Александр Алексеевич
Александр Алексеевич Корчак — советский учёный, физик и социолог, специалист по физике Солнца и космического излучения.

## Биография
Родился 20 апреля 1922 года в селе Устье УССР. В 1940 году окончил среднюю школу в с. Илек Оренбургской области и был призван в армию. Служил в Забайкалье в ПВО авиамехаником (после окончания Иркутской авиатехнической школы в 1942 году) сначала в Монголии, а затем в Бурятии. Участвовал в войне с Японией в составе 401-го истребительного авиаполка.
После демобилизации в 1946 г. поступил на физический факультет Московского университета, который окончил в 1951 г. по кафедре теоретической физики. В 1954 г. поступил в аспирантуру МГУ, которую окончил в 1957 г.. Защитил кандидатскую диссертацию по теме «О магнитотормозной природе космического излучения и составе первичных космических лучей». С 1957 г. по 1962 г. работал в Физическом институте Академии Наук (ФИАН) в лаборатории радиоастрономии, а в 1962—1983 в Институте земного магнетизма, ионосферы и распространения радиоволн АН СССР (ИЗМИРАН, г. Троицк Московской области). Доктор физико-математических наук (тема «Происхождение космического нетеплового электромагнитного излучения с непрерывным спектром», 1968), занимался физикой Солнца и происхождением космических лучей. Опубликовал около 62 статей по электродинамике, ядерной физике и космической физике, около трети из них в английских и американских научных журналах.
В 1975—1977 г. принимал участие в правозащитном движении: был членом Московской секции Amnesty International (Международная амнистия) и одним из основателей первой Хельсинкской группы в СССР (Московская Хельсинкская группа), во главе которой стоял Юрий Орлов.
Во вторую половину жизни занимался теорией тоталитаризма, издал несколько статей и книг на эту тему (в 1994 и 2002 годах выпустил на эту тему две книги на английском языке совместно с дочерью Верой Александровной). В результате своего исследования создал модель тотальных самоорганизующихся социальных систем.